# 13482 Igorfedorov
13482 Igorfedorov (1979 HN5) là một tiểu hành tinh vành đai chính được phát hiện ngày 25 tháng 4 năm 1979 bởi N. S. Chernykh ở Đài vật lý thiên văn Crimean.